# Уилям Мейпотър
Уилям Мейпотър (на английски: William Mapother) (роден на 17 април 1965 г.) е американски актьор и бивш учител, познат с ролята си на Итън Ром в „Изгубени“.

## Личен живот
С Том Круз са първи братовчеди.

## Филмография
- „Константин“ - 2015 г.
- „Хакер“ - 2015 г.
- „Хавай 5-0“ - 2014 г.
- „Касъл“ - 2013 г.
- „Момчетата от Медисън авеню“ - 2013 г.
- „Джобс“ - 2013 г.
- „Зловеща семейна история“ - 2012 г.
- „Извън играта“ - 2012 г.
- „Праведен“ - 2012 г.
- „Менталистът“ - 2011-2014 г.
- „Втората Земя“ - 2010 г.
- „Закон и ред: Умисъл за престъпление“ - 2010 г.
- „Жива мишена“ - 2010 г.
- „Бягство от затвора“ - 2009 г.
- „Невидимо зло“ - 2008 г.
- „Изгубени“ - 2004-2010 г.
- „Среща с Джордан“ - 2005 г.
- „Проникване“ - 2005 г.
- „Гняв“ - 2004 г.
- „Военни престъпления“ - 2004 г.
- „От местопрестъплението: Маями“ - 2004 г.
- „Докосване на ангел“ - 2003 г.
- „Закон и ред: Специални разследвания“ - 2003 г.
- „От местопрестъплението“ - 2002 г.
- „Специален доклад“ - 2002 г.
- „В спалнята“ - 2001 г.
- „Парола: Риба меч“ - 2001 г.
- „Мисията невъзможна 2“ - 2000 г.
- „Магнолия“ - 1999 г.
- „Роден на четвърти юли“ - 1989 г.